# Ayako Abe-Ouchi
Ayako Abe-Ouchi (japanisch 阿部 彩子) ist eine japanische Klimawissenschaftlerin. Sie leistete grundlegende Beiträge zum Verständnis der Interaktionen zwischen Klima und Eisschild auf orbitalen Zeitskalen und ihrer Auswirkungen auf die planetare Reaktion auf Milanković-Zyklen. Sie ist Professorin am Institut für Atmosphären- und Ozeanforschung der Universität Tokio. 

## Leben
Abe-Ouchi promovierte im Jahr 1993 an der ETH Zürich. Ihre Dissertation beschäftigte sich bereits mit der Modellierung der Reaktion des Eisschildes auf den Klimawandel.

## Wirken
Abe-Ouchi leistete mit ihren Modellierungen einen herausragenden Beitrag zum Verständnis des Klimawandels auf orbitalen Zeitskalen und setzte damit einen neuen Standard auf diesem Gebiet. Sie legte die Grundlage für das Verständnis der 100.000-jährigen Periodizität der jüngsten Gletscherzyklen durch interne Rückkopplungen zwischen Klima, Eisschildvolumen und isostatischer Reaktion, einschließlich der schnellen Beendigung jedes Zyklus. Ihre Arbeit bot hierbei eine überzeugende Lösung für das seit Langem bestehende 100.000-Jahre-Problem in der Paläoklimatologie, d. h. die Beobachtung, dass die Eiszeitzyklen trotz schwacher Orbitalantriebe bei dieser Frequenz eine dominierende 100.000-Jahre-Periodizität aufweisen. Sie arbeitete später auch an der Simulation von Dansgaard-Oeschger-Oszillationen und des Zusammenhangs zwischen ihrem Auftreten und ihrer zeitlichen Eigenschaften und dem Hintergrundklima. Diese Arbeiten eröffneten neue Wege bei der Untersuchung der Wechselwirkung des Klimawandels zwischen Jahrtausend- und Orbitalzeitskalen. Sie wirkte an mehreren Sachstandsberichten des IPCC mit.

## Auszeichnungen
- Milutin Milankovic Medal (2021)

## Veröffentlichungen (Auswahl)
- mit F. Saito, K. Kawamura, M. Raymo, J. Okuno, K. Takahashi und H. Blatter, 2013, Insolation driven 100,000-year glacial cycles and hysteresis of ice sheet volume. In: Nature, 500, 190-193
- mit M. Yoshimori und T. Yokohata, 2009, A comparison of climate feedback strength between CO2 doubling and LGM experiments. In: J. Climate, 22(12), 3374-3395.
- mit S. Segawa und F. Saito, 2007, Climatic Conditions for modelling the Northern Hemisphere ice sheets throughout the ice age cycle. In: Clim. Past, 3 , 423-438.